# Elecciones municipales de Tambopata de 1966
Las elecciones municipales de Tambopata de 1966 se llevaron a cabo el 13 de noviembre de 1966 para elegir al alcalde y al Concejo Provincial de Tambopata para el periodo 1967-1969. La elección se celebró simultáneamente con elecciones municipales en todo el país.

## Sistema electoral
La Municipalidad Provincial de Tambopata es el órgano administrativo y de gobierno de la provincia de Tambopata. Está compuesta por el alcalde y el Concejo Provincial.
La votación del alcalde y el concejo se realiza en base al sufragio universal alfabeto, que comprende a todos los ciudadanos nacionales y no nacionales mayores de veintiún años, empadronados y residentes en la provincia de Tambopata y en pleno goce de sus derechos políticos.
El Concejo Provincial de Tambopata está compuesto por 5 concejales elegidos por sufragio directo para un período de tres (3) años, en forma conjunta con la elección del alcalde (quien lo preside). La votación es por lista cerrada y bloqueada. Se asigna a cada lista los escaños según el método d'Hondt.

## Composición del Concejo Provincial de Tambopata
La siguiente tabla muestra la composición del Concejo Provincial de Tambopata antes de las elecciones.
| Partidos | Partidos                                                    | Concejales |
| -------- | ----------------------------------------------------------- | ---------- |
|          | Alianza Acción Popular - Democracia Cristiana               | 3          |
|          | Coalición Partido Aprista Peruano - Unión Nacional Odriísta | 2          |

## Partidos y candidatos
A continuación se muestra una lista de los principales partidos y alianzas electorales que participaron en las elecciones:
| Candidatura | Candidatura | Partidos y alianzas | Candidatos | Candidatos                 | Ideología                                           | Resultado previo | Resultado previo | Ref. |
| Candidatura | Candidatura | Partidos y alianzas | Candidatos | Candidatos                 | Ideología                                           | Votos (%)        | Con.             | Ref. |
| ----------- | ----------- | --- | ---------- | -------------------------- | --------------------------------------------------- | ---------------- | ---------------- | ---- |
|             | APRA–UNO    | Lista - Coalición Partido Aprista Peruano - Unión Nacional Odriísta (APRA–UNO) – Partido Aprista Peruano (APRA) – Unión Nacional Odriísta (UNO) |            | Pedro Horna Díaz           | Aprismo Conservadurismo social Populismo de derecha | 57.03%           | 3                |      |
|             | AP–DC       | Lista - Alianza Acción Popular - Democracia Cristiana (AP–DC) – Acción Popular (AP) – Partido Demócrata Cristiano (DC)                          |            | Ramiro Villasante Zamalloa | Liberalismo Humanismo Democracia cristiana          | 40.75%           | 2                |      |

## Resultados

### Sumario general
|                        |                                                                        |              |              |              |            |            |
| Partidos y coaliciones | Partidos y coaliciones                                                 | Voto popular | Voto popular | Voto popular | Concejales | Concejales |
| Partidos y coaliciones | Partidos y coaliciones                                                 | Votos        | %            | +/−          | Total      | +/−        |
|                        | Coalición Partido Aprista Peruano - Unión Nacional Odriísta (APRA–UNO) | 868          | 55.96        | –1.07        | 3          | ±0         |
|                        | Alianza Acción Popular - Democracia Cristiana (AP–DC)                  | 606          | 44.04        | +3.29        | 2          | ±0         |
|                        |                                                                        |              |              |              |            |            |
| Total                  | Total                                                                  | 1,551        |              |              | 5          | ±0         |
|                        |                                                                        |              |              |              |            |            |
| Votos válidos          | Votos válidos                                                          | 1,551        | 96.16        | n/a          |            |            |
| Votos en blanco        | Votos en blanco                                                        | 25           | 1.55         | n/a          |            |            |
| Votos nulos            | Votos nulos                                                            | 37           | 2.29         | n/a          |            |            |
| Votos emitidos         | Votos emitidos                                                         | 1,613        | n/d          | n/a          |            |            |
| Abstenciones           | Abstenciones                                                           | n/d          | n/d          | n/a          |            |            |
| Votantes registrados   | Votantes registrados                                                   | n/d          |              |              |            |            |
|                        |                                                                        |              |              |              |            |            |
| Fuente:                |                                                                        |              |              |              |            |            |

## Elecciones municipales distritales

### Resultados por distrito
La siguiente tabla enumera el control de los distritos de la provincia de Tambopata.
| Distrito    | Alcalde(sa) titular        | Partido político           | Partido político           | Alcalde(sa) electo(a)      | Partido político           | Partido político           |
| ----------- | -------------------------- | -------------------------- | -------------------------- | -------------------------- | -------------------------- | -------------------------- |
| Inambari    | Sin información disponible | Sin información disponible | Sin información disponible | Sin información disponible | Sin información disponible | Sin información disponible |
| Las Piedras | Sin información disponible | Sin información disponible | Sin información disponible | Sin información disponible | Sin información disponible | Sin información disponible |